# Ne imej 100 rublej...
Ne imej 100 rublej... (Не имей 100 рублей…) è un film del 1959 diretto da Gennadij Sergeevič Kazanskij.